# Dominique François Ceccaldi
Pour les articles homonymes, voir Ceccaldi.
Dominique François Ceccaldi est un homme politique français né le 2 février 1833 à Ota (Corse-du-Sud) et mort le 8 août 1897 à Ota.
Avocat, il est député de la Corse de 1886 à 1889 et de 1890 à 1897, siégeant au groupe de la Gauche radicale.

## Sources
- « Dominique François Ceccaldi », dans Adolphe Robert et Gaston Cougny, Dictionnaire des parlementaires français, Edgar Bourloton, 1889-1891 [détail de l’édition]
- « Dominique François Ceccaldi », dans le Dictionnaire des parlementaires français (1889-1940), sous la direction de Jean Jolly, PUF, 1960 [détail de l’édition]

- Base Sycomore

1. ↑  « http://www.siv.archives-nationales.culture.gouv.fr/siv/UD/FRAN_IR_001514/d_385 »